# Anianus (astronome)
Pour les articles homonymes, voir Anianus.
Anianus est un astronome et poète latin du XIIIe siècle. Il est auteur de vers mnémotechniques sur les signes du zodiaque:
Sunt Aries, Taurus, Gemini, Cancer, Leo, Virgo, Libraque, Scorpius, Arcitenens, Caper, Amphora, Pisces.
On a de lui un poème astronomique intitulé Computus manualis, traitant des cycles solaires et lunaires, ainsi que des fêtes mobiles.

## Œuvres
- Compotus cum commento,

## Source
- Grand dictionnaire universel du XIXe siècle